# Вулиця Червоний Приплав
Ву́лиця Черво́ний Припла́в — зникла вулиця, що існувала в Дніпровському районі (на той час — Дарницькому) міста Києва, місцевості Березняки, Кухмістерська слобідка. Пролягала від початку забудови та дороги до проспекту Возз'єднання до залізниці Київ — Дарниця.
Прилучалася Білокринична вулиця.

## Історія
Вулиця виникла в 1-й чверті XX століття під такою ж назвою. У 1941–1943 роках мала назву Кухмістерський Приплав.
Ліквідована 1971 року у зв'язку зі знесенням старої забудови (повторне рішення — 1977 року).